# 76-мм полковая пушка образца 1943 года
76-мм полковая пушка обр. 1943 г. (ОБ-25, Индекс ГАУ — 52-П-344) — советское лёгкое полковое орудие калибра 76,2 мм непосредственной поддержки пехоты и кавалерии огнём и колёсами.
Разработанное в 1942—1943 годах силами инженеров-заключённых под руководством М. Ю. Цирульникова, это орудие заменило 76-мм полковую пушку обр. 1927 г. и активно использовалось на завершающем этапе Великой Отечественной войны. Всего в 1943—1946 годах было построено 5818 пушек этого типа, которые состояли на вооружении Советской Армии в послевоенное время и поставлялись вооружённым силам ПНР, КНР и КНДР, принимали участие в Корейской войне. В СССР они были заменены новым поколением лёгких безоткатных артиллерийских систем в конце 1950-х годов.

## История

### Предпосылки
К середине 1930-х годов, спустя менее десяти лет после принятия на вооружение РККА, 76-мм полковая пушка обр. 1927 г. уже стала устаревшей. Эта артиллерийская система представляла собой по сути дальнейшее развитие горной пушки Данглиза, первый проект которой был разработан ещё в 1893 году. К основным недостаткам орудия относились малые углы вертикального (ВН) и горизонтального наведения (ГН), низкая скорость возки, невысокая скорострельность из-за устаревшего поршневого затвора. Вызывала нарекания и относительно слабая баллистика орудия, ограничивавшая его максимальную дальность стрельбы и бронепробиваемость. Последнее было особенно важным в свете появления за рубежом образцов бронетанковой техники, устойчивых к попаданиям бронебойных снарядов, фугасных гранат и шрапнели, поставленной «на удар», выпущенных из 76-мм полковой пушки обр. 1927 г. Попытки её модернизации показали невозможность качественного улучшения характеристик орудия при сохранении существующего лафета, и в 1936 году работы в этом направлении были прекращены. Было принято принципиальное решение о проектировании нового орудия.
Осенью 1936 года главное артиллерийское управление (ГАУ) РККА выдало Кировскому заводу задание на разработку 76-мм полковой гаубицы-пушки. По сравнению с пушкой обр. 1927 г. новое орудие должно было иметь лучшую баллистику (начальная скорость 500—550 м/с) за счёт более длинного ствола (20—26 калибров), угол ВН не менее 70°, угол ГН не менее 60° и массу не более 950 кг. В рамках работы над этой артиллерийской системой, получившей индекс Л-10, ведущий инженер И. И. Амелькевич начал проработку универсального орудия, качающаяся часть которого могла использоваться не только на полевом лафете, но и для вооружения танков, бронепоездов и боевых кораблей. Однако уже весной 1937 года работы над орудием были прекращены по распоряжению М. Н. Тухачевского.
В 1937 году отвечавший за вопросы вооружения армии руководящий состав РККА подвергся репрессиям (в частности, были арестованы, осуждены и позднее казнены через расстрел М. Н. Тухачевский и начальник ГАУ Н. А. Ефимов). Пришедшее ему на смену новое руководство ГАУ в лице Г. И. Кулика, озабоченное плачевным состоянием дел в области вооружения Красной армии, в 1938 году приняло решение о возобновлении работ по полковым орудиям. Наркоматом вооружения был объявлен конкурс на создание полкового орудия, тактико-технические требования (ТТТ) к которому, утверждённые 14 февраля 1938 года, повторяли условия заказа Кировскому заводу 1936 года. Проектирование новой артиллерийской системы, помимо КБ Кировского завода, было возложено на КБ ленинградского завода № 7 «Арсенал» и КБ горьковского завода № 92 «Новое Сормово».
КБ Кировского завода под руководством И. А. Маханова продолжило работы по Л-10 и в сентябре 1938 года продемонстрировало орудие в варианте танковой пушки. В начале 1939 года была представлена массогабаритная модель полкового орудия. Однако в 1939 году руководство КБ Кировского завода было арестовано, в том числе и конструкторы И. А. Маханов и И. И. Амелькевич, что привело к остановке работ по Л-10.

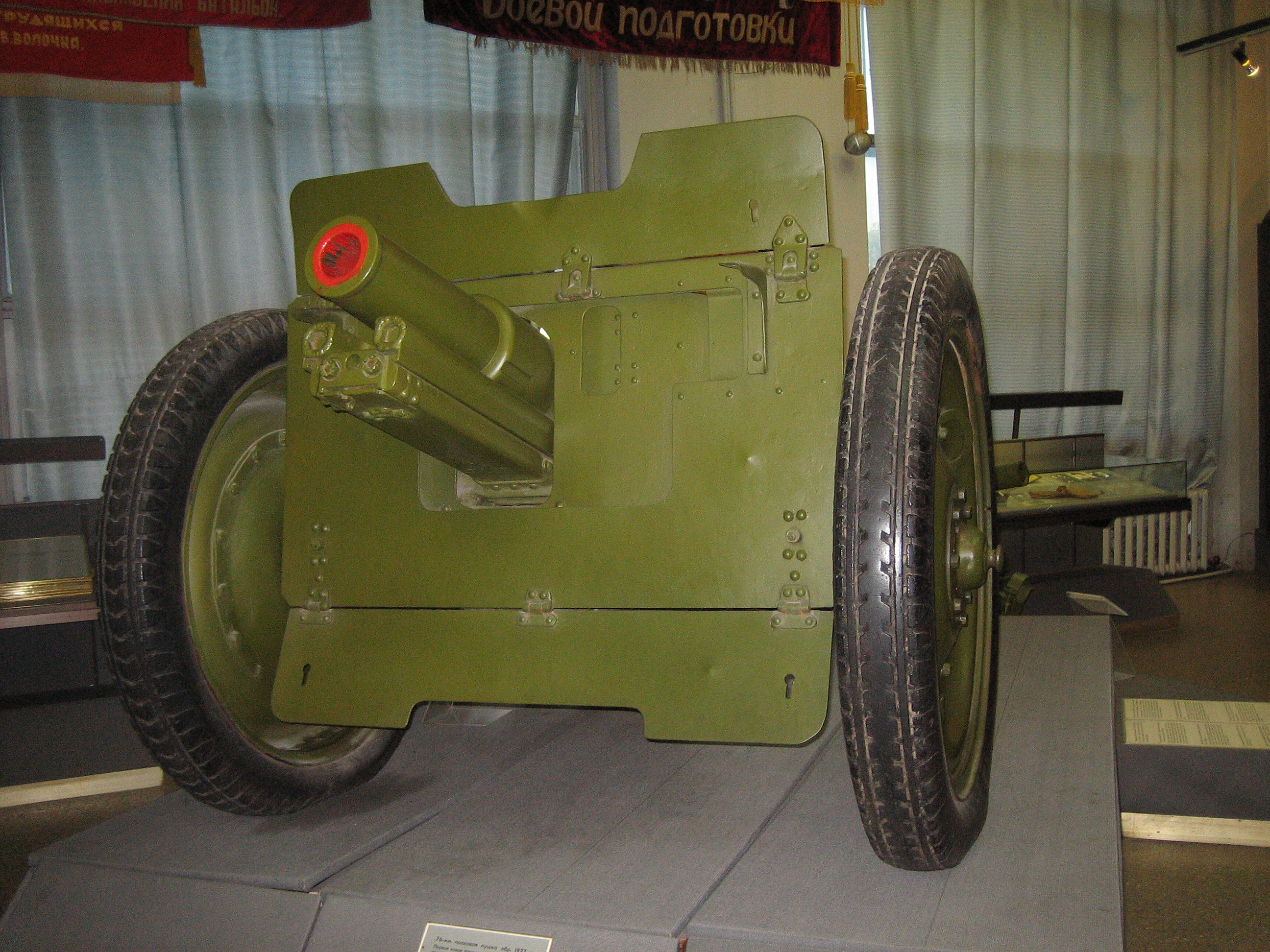
76-мм полковая пушка обр. 1927 г.

КБ заводов «Арсенал» и «Новое Сормово» при создании своих образцов за основу взяли разрабатываемые ими с 1936 года проекты 76-мм горных орудий, близких к полковым по ряду параметров. В конце 1938 — начале 1939 года КБ завода «Арсенал» под руководством Л. И. Горлицкого закончило проект «конно-полковой» пушки 7-5 на базе горной пушки обр. 1938 г. (7-2). От последней был взят ствол с затвором, прицел, колёса и в целом около 30 % деталей. Однако конструкция 7-5 не вполне соответствовала ТТТ — доставшийся от горного орудия однобрусный лафет ограничивал угол ГН всего 6° вместо требуемых 60°. В связи с этим одновременно велись работы по пушке 7-4, имевшей иную конструкцию лафета с раздвижными станинами. Опытный образец 7-4 был изготовлен в начале апреля 1940 года. Ни 7-5, ни 7-4 на вооружение приняты не были — первое орудие по причине малого угла ГН, а второе — по причине сложности конструкции пушки и более высокой готовности конкурирующего проекта пушки Ф-24.
КБ завода «Новое Сормово» под руководством В. Г. Грабина также спроектировало свою полковую пушку Ф-24 на базе разрабатываемого с 1936 года горного орудия Ф-31. Оба орудия были практически идентичны, отличаясь главным образом тем, что полковая пушка, в отличие от горной, не могла разбираться на вьюки. Но такой подход не устроил ГАУ, руководство которого после рассмотрения проекта предписало его кардинально переделать. В числе выдвинутых требований были создание лафета с раздвижными станинами, отказ от переменной высоты линии огня за счёт излома боевой оси ввиду сложности такой конструкции, а также использование патрона и каморы от горной пушки обр. 1938 г. Рабочие чертежи с макетом переделанного орудия были рассмотрены ГАУ 16 октября 1939 года, а первый опытный образец Ф-24 был изготовлен в январе 1940 года (всего было изготовлено 4 опытных образца орудия). Пушка Ф-24 прошла полигонные испытания и показала хорошие характеристики, но по не вполне понятным причинам так и не была принята на вооружение (при этом в 1940 году производство пушек обр. 1927 г. было прекращено). Тем не менее, работы по этой артиллерийской системе не пропали даром — её конструкция была положена в основу проекта 57-мм противотанковой пушки ЗИС-2.
Очевидным недостатком опытных полковых орудий, разработанных по ТТТ 1938 года, являлась их больша́я масса в боевом положении, достигавшая 985 кг. Это ограничивало их подвижность на поле боя, уже существовавшие на тот момент полковые пушки обр. 1927 г. при меньшей массе около 900 кг критикуются как слишком тяжёлые для своего предназначения. Кроме того, по своим баллистическим качествам они находились достаточно близко с классическими дивизионными орудиями, от которых они отличались несколько меньшей начальной скоростью и возможностью стрельбы под большим углом возвышения с переменным зарядом.

### Конкурс 1942 года
После начала Великой Отечественной войны стало очевидно, что бронепробиваемость полковой пушки обр. 1927 г., производство которой с началом войны было возобновлено, является явно недостаточной. В большинстве случаев борта немецких средних и лоб лёгких танков защищались качественной бронёй толщиной около 30 мм, что было на пределе возможностей орудия даже на близких дистанциях боя. Весной 1942 года были утверждены новые ТТТ на полковое орудие, которые в основном заключались в обеспечении бронепробиваемости не менее 50 мм на дистанции 500 м, массы не более 900 кг, а также в его максимальной унификации с артиллерийскими системами, уже находящимися в производстве. КБ Кировского завода произвело модернизацию 76-мм полковой пушки обр. 1927 г., которая заключалась в удлинении ствола орудия на 9 калибров, установке груза на казённик для ликвидации возникшей неуравновешенности ствола в цапфах и увеличении зазора в компрессоре тормоза отката. Модернизированный образец орудия, получивший название «76-мм полковая пушка обр. 1927/42 гг.», был изготовлен в январе 1942 года. Войсковые испытания орудие проходило летом 1942 года на Ленинградском фронте и, согласно заключению комиссии, их не выдержало.
Одновременно КБ завода № 92 спроектировало свой вариант полковой пушки под названием ЗИС-21-11, представлявший собой по сути дивизионную пушку ЗИС-3 с обрезанным до 20 калибров стволом и уменьшенным щитом. В мае 1942 года орудие прошло испытания на Гороховецком полигоне, которые выявили неудовлетворительную работу противооткатных устройств. После исправления дефектов, пушка прошла повторные испытания, однако в августе 1942 года было решено отказаться от принятия ЗИС-21-11, поскольку её бронепробиваемость по сравнению с пушкой обр. 1927 г. увеличилась незначительно — на 12,5 мм на дистанции 500 м.
Одной из основных причин отказа от продолжения разработки полковых пушек по ТТТ 1942 года являлись разработка и принятие на вооружение 76-мм кумулятивных снарядов, имевших бронепробиваемость порядка 70 мм на всех дистанциях. Как следствие, необходимость в увеличении начальной скорости полковых орудий отпала.

### Создание

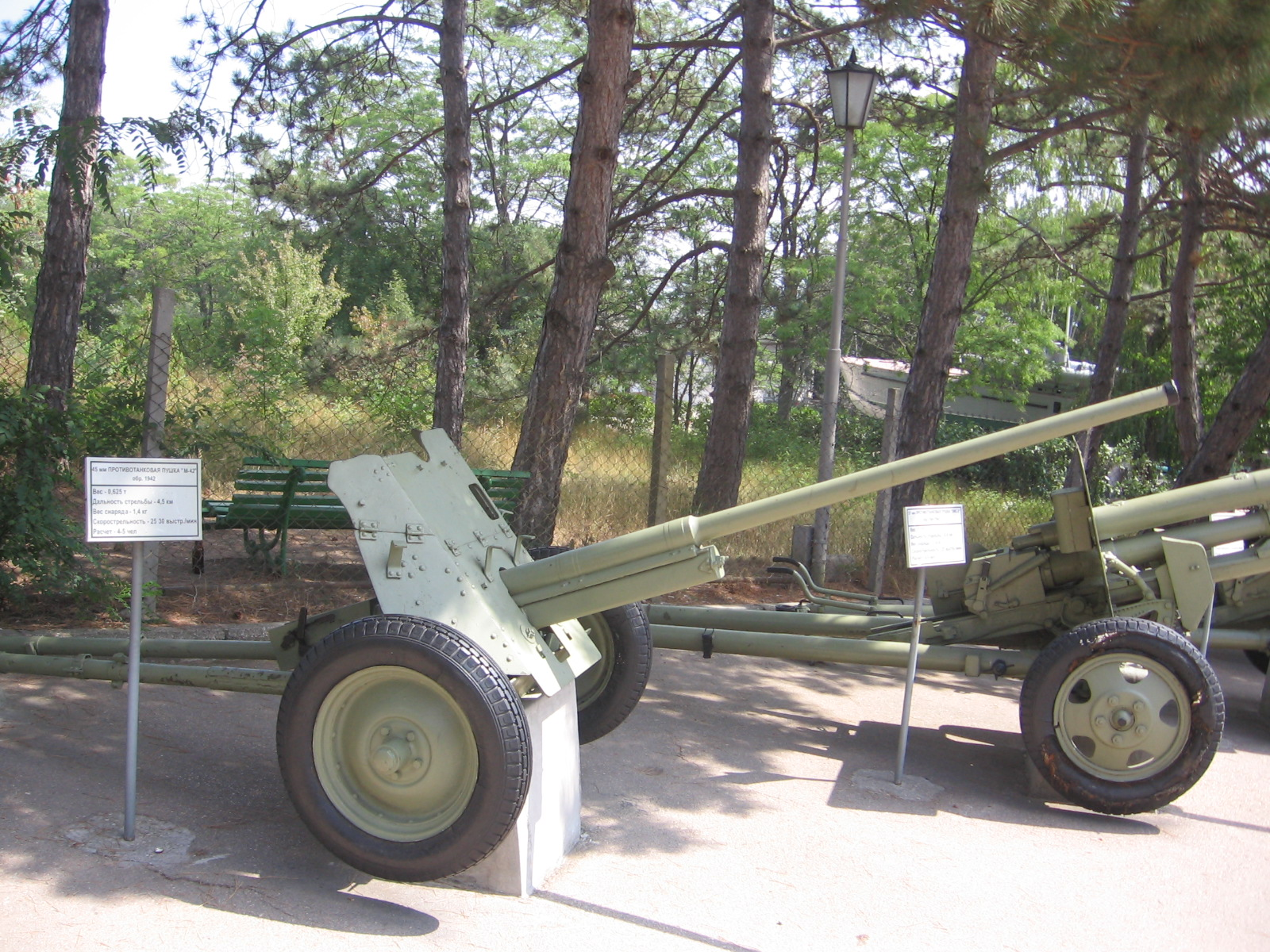
45-мм противотанковая пушка обр. 1942 г. (М-42)

В апреле 1942 года работы над новым полковым орудием были начаты в ОКБ-172 под руководством М. Ю. Цирульникова. ОКБ-172 было образовано в 1938 году как «ОТБ УНКВД Ленинградской области» и представляло собой «шарагу» — конструкторское бюро, в котором работали инженеры, приговорённые к различным срокам заключения. Заключённым был и руководитель ОКБ-172, М. Ю. Цирульников, осуждённый в 1939 году на 8 лет лагерей. Первоначально ОТБ размещалось в Ленинграде и специализировалось на создании морской артиллерии, но после начала войны было эвакуировано в Молотов (Пермь) на завод № 172, получив своё новое название (при этом на заводе одновременно существовало и собственное КБ, в котором работали вольнонаёмные инженеры — КБ завода № 172). В Молотове ОКБ-172 занималось работами в области полевой и танковой артиллерии, в частности в 1942 году конструкторским бюро была разработана модификация 45-мм противотанковой пушки, принятая на вооружение под наименованием 45-мм противотанковая пушка обр. 1942 г. (М-42).
В эскизном проекте нового орудия Цирульников предложил наложить 76-мм ствол[какой?] со слабой баллистикой на лафет 45-мм противотанковой пушки обр. 1942 г. Такое решение позволяло получить довольно лёгкую артиллерийскую систему, использующую хорошо отработанные в производстве элементы. С другой стороны, оно не соответствовало ТТТ на полковое орудие 1942 года, требовавших более высокой начальной скорости снаряда по сравнению с пушкой обр. 1927 г. Как результат, в 1942 году проект не вызвал большого интереса со стороны ГАУ. Однако с прекращением работ над другими полковыми орудиями и отказом от прежних ТТТ идея ОКБ-172 оказалась к месту, перспективная система получила заводской индекс ОБ-25 и её проектирование активизировалось. В феврале 1943 года этот этап был закончен, началось изготовление и испытание опытных образцов. Третий опытный образец пушки был допущен до полигонных испытаний, проходивших на Гороховецком полигоне с 18 по 26 июня 1943 года. Испытания завершились неудачно — были выявлена плохая кучность, проблемы в работе противооткатных устройств, погнулась боевая ось. После устранения недостатков в июле 1943 года последовали войсковые испытания четырёх опытных образцов; при этом с целью определения оптимальной конструкции испытывались стволы с разной крутизной нарезки — 15, 20, 25, 30, 35 калибров. К 12 августа войсковые испытания были успешно завершены, а 4 сентября 1943 года орудие было принято на вооружение под официальным наименованием «76-мм полковая пушка обр. 1943 г.». М. Ю. Цирульников 19 июня 1943 года специальным Указом Президиума Верховного Совета СССР был досрочно освобождён со снятием судимости.

### Производство
Серийное производство 76-мм полковой пушки обр. 1943 г. велось с осени 1943 года по 1946 год на заводах № 172 и № 106.
| Производство 76-мм полковых пушек обр. 1943 г., шт. |      |      |      |      |       |
| Производитель                                       | 1943 | 1944 | 1945 | 1946 | Итого |
| Завод № 172 (Молотов)                               | 666  | 2730 | 1434 | —    | 4830  |
| Завод № 106 (Хабаровск)                             |      | 464  | 494  | 30   | 988   |
| Всего                                               | 666  | 3194 | 1928 | 30   | 5818  |

### Опытные разработки и дальнейшее развитие полковых орудий

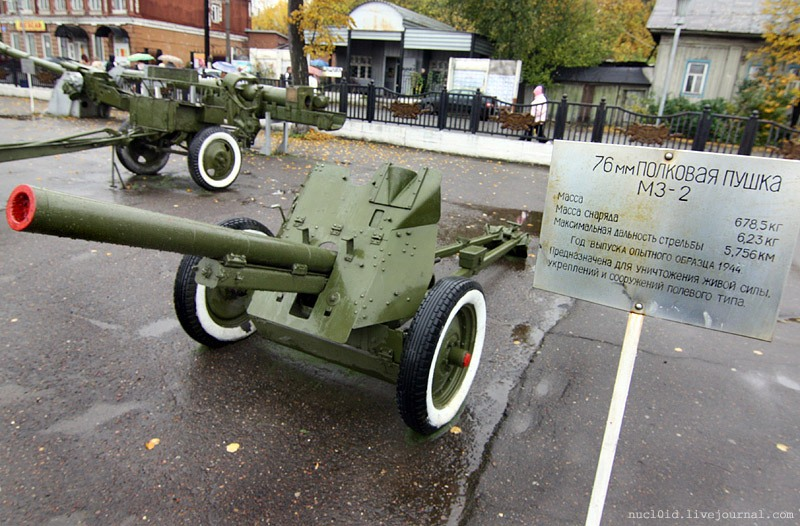
76,2-мм полковая пушка МЗ-2 (обр. 1944 года) в музее Мотовилихинских заводов

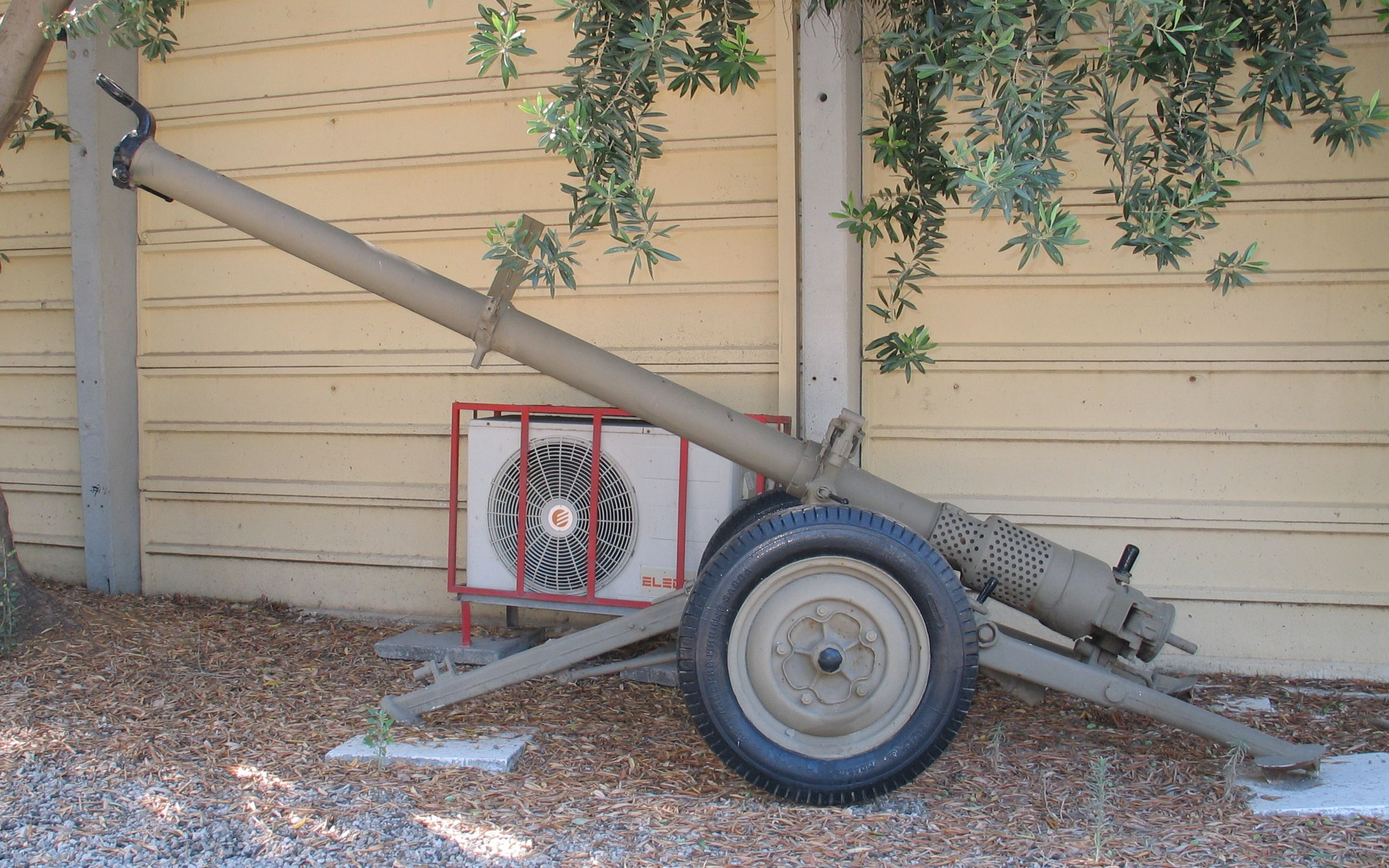
107-мм безоткатное орудие Б-11 в израильском музее

В 1944 году ОКБ-172 прорабатывало модификацию пушки под индексом БЛ-11 с клиновым полуавтоматическим затвором. Был изготовлен опытный вариант орудия, но на вооружение данная модификация не принималась.
Поскольку ОБ-25 не вполне удовлетворяла военных, совершенствование полковых орудий было продолжено. С лета 1943 года в Центральном артиллерийском конструкторском бюро (ЦАКБ) под руководством В. Г. Грабина велись работы над 76-мм полковой пушкой С-5-1. Орудие при той же баллистике и боеприпасах, что и ОБ-25, имело полуавтоматический вертикальный клиновой затвор, угол ВН 37°, торсионное подрессоривание, обеспечивающее большую скорость возки, коробчатые станины. Пушка С-5-1 прошла полигонные испытания на Ржевском полигоне в 1945 году; согласно заключению ГАУ от 6 августа 1945 года, орудие испытания не выдержало и работы над ним были прекращены.
В 1944 году КБ завода № 172 были разработаны 76-мм полковые пушки М3-1 и М3-2. М3-1 имела ствол длиной 22,1 калибра, а также оригинальную конструкцию лафета, основанную на идее «несущего щита», которая заимствовалась у немецкой противотанковой пушки Pak 41 с коническим стволом калибра 75/55 мм. У пушки М3-2 длина ствола составляла 30,2 калибра, а лафет был конструктивно близок аналогичной составляющей 45-мм противотанковой пушки обр. 1942 г. Оба орудия оснащались горизонтальным клиновым четвертьавтоматическим затвором. Пушка М3-1 прошла полигонные испытания в ноябре 1944 года, по итогам которых была выявлена плохая работа противооткатных устройств. С октября 1944 по март 1945 года проходили полигонные испытания пушки М3-2, которые также зафиксировали проблемы с противооткатными устройствами и плохую экстракцию гильз. Была рекомендована доработка обоих орудий, однако в связи с окончанием войны на вооружение данные пушки не принимались.
С 1949 года в ЦНИИ-58 велись работы по созданию 100-мм полковой безоткатной пушки под шифром «0974» для замены пушки обр. 1943 г. Орудие должно было иметь массу около 500 кг, углы ВН и ГН в 37° и 60° соответственно, скорострельность до 12 выстрелов в минуту. На вооружение пушка не принималась в связи с началом работ по новой 100-мм полковой безоткатной пушке С-100 массой около 180 кг. Однако С-100 постигла та же участь, военные оказали предпочтение альтернативной конструкции другого разработчика — 107-мм безоткатной пушке Б-11.

### Организационно-штатная структура
Согласно штатам военного времени, ОБ-25 имелись в полковых артиллерийских батареях следующих частей:
- Полки стрелковых дивизий — 4 орудия.
- Кавалерийские полки — 4 орудия.
- Артиллерийские дивизионы стрелковых бригад — 4 орудия.

Также, в ходе войны имелись случаи использования ОБ-25 в батальонной артиллерии и даже в качестве противотанкового орудия в истребительно-противотанковых артиллерийских бригадах.

### Боевое применение

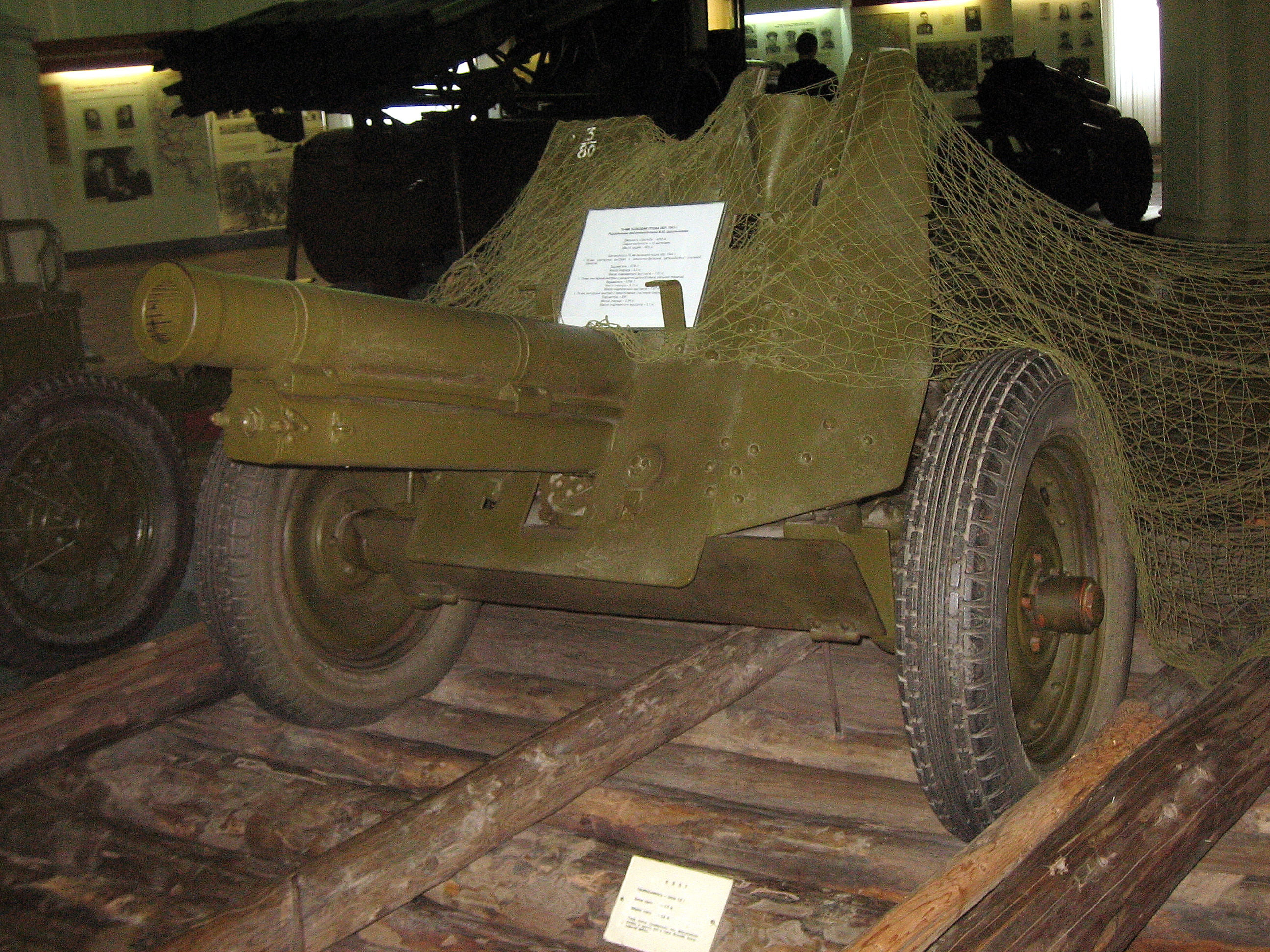
76-мм полковая пушка обр. 1943 г. на плоту, прикрытая маскировочной сетью

76-мм полковая пушка обр. 1943 г. предназначена для непосредственной поддержки и сопровождения огнём и колёсами пехоты и кавалерии. В бою на орудие возлагались следующие задачи:
- подавление и уничтожение живой силы и огневых средств (пулемётов, орудий, миномётов) противника, расположенных как открыто, так и за лёгкими полевыми укрытиями;
- подавление огня всех видов из ДОТ и ДЗОТ стрельбой прямой наводкой по амбразурам;
- проделывание проходов для своих пехоты и танков в проволочных заграждениях и надолбах;
- борьба с бронетехникой противника с использованием кумулятивных снарядов.

Пушка предназначалась почти исключительно для ведения огня прямой наводкой. В наступлении полковые пушки должны были перемещаться своими расчётами в боевых порядках наступающей пехоты и оперативно подавлять огневые средства противника, мешающие продвижению, — пулемётные гнёзда, артиллерийские орудия и миномёты, разнообразные огневые точки. В обороне орудия также должны были находиться в боевых порядках пехоты, ведя огонь по наступающей пехоте противника, а при необходимости — и по танкам и бронемашинам. Специфика действий полковых орудий приводила к большим потерям как материальной части, так и расчётов; в то же время, наряду с батальонной артиллерией (45-мм пушками) и миномётами полковые орудия были единственными артиллерийскими системами, находившимися непосредственно в боевых порядках и имевшими возможность максимально оперативно поражать выявленные цели. Благодаря относительно небольшим размерам и массе полковые пушки активно использовались при форсировании рек, проведении десантных операций, в городских боях.
Всего за войну было израсходовано 1185,1 тысяч выстрелов для 76-мм пушек обр. 1943 г. — 714,3 тысяч выстрелов в 1944 году и 470,8 тысяч выстрелов в 1945 году.
В послевоенное время ОБ-25 использовались в ходе Корейской войны северокорейскими частями. По итогам боевого применения отмечалась недостаточная дальность стрельбы орудия.

## Описание конструкции
Конструктивно, ОБ-25 представляет собой лёгкую пушку со слабой баллистикой на подрессоренном лафете с раздвижными станинами. Лафет орудия с противооткатными устройствами взят с некоторыми изменениями от 45-мм противотанковой пушки обр. 1942 года, затвор и прицел взяты от 76-мм полковой пушки обр. 1927 года, ствол спроектирован заново.

### Ствол

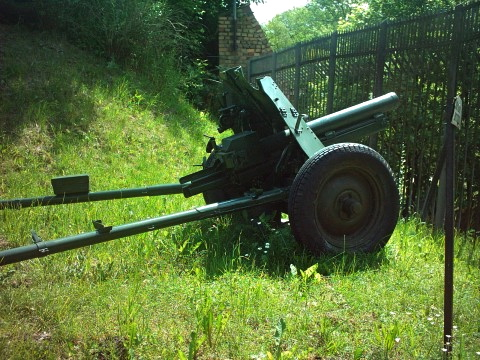
76-мм полковая пушка обр. 1943 г. в Познаньской цитадели, Польша. Вид справа

Ствол орудия — моноблок с навинтным казёнником. Наружная поверхность моноблока цилиндрическая, переходящая на конце в дульное утолщение. На моноблоке размещены три утолщения, оканчивающиеся внизу секторами. В этих секторах имеются пазы, в которые вставлены захваты для крепления люльки. Канал ствола состоит из патронника и нарезной части. Длина патронника 179,3 мм. В стволе 24 нареза, идущих слева вверх направо. Глубина нарезки 0,762 мм, ширина нарезов 7 мм, ширина поля 3 мм, крутизна нарезов постоянная, угол крутизны 11°49′44″, длина хода нарезов 15 калибров. Масса ствола с затвором 136 кг.
Затвор поршневой, по конструкции аналогичный затвору 76-мм полковой пушки обр. 1927 г. Затвор состоит из четырёх механизмов — запирающего, ударного, выбрасывающего и предохранительного. Открывание и закрывание затвора осуществляется специальной рукояткой, при повороте которой он проворачивается на 90°. Открывается затвор вправо. Ударный механизм включает ударник и курок, взведение и спуск осуществляется только со шнура, при этом при не полностью закрытом затворе взвести курок невозможно. Выбрасыватель в виде двуплечего рычага, при отпирании затвора его рама бьёт по короткому плечу выбрасывателя, при этом длинное плечо выбрасывает гильзу из патронника. Инерционный предохранитель предотвращает открытие затвора в случае отсутствия выстрела; при необходимости открыть затвор в этом случае (например, при осечке) предохранитель отключается специальной кнопкой.

### Противооткатные устройства
Противооткатные устройства включают в себя гидравлический тормоз отката и пружинный накатник. Тормоз отката наполняется 1,47 литра глицериновой жидкости «Стеол М». Цилиндр тормоза отката скреплён с казёнником, шток тормоза закреплён в передней крышке люльки. При выстреле ствол вместе с цилиндром тормоза отката и веретеном откатывается назад, а шток остаётся неподвижным. Накатник состоит из четырёх пружин, по две правой и левой навивки. Пружины надеты на цилиндр тормоза отката и при откате сжимаются. Ствол и противооткатные устройства смонтированы на люльке, по направляющей которой он перемещается при стрельбе. Люлька состоит из корыта с прикреплёнными к ней цапфенными обоймами и направляющей. Своими цапфами люлька лежит на цапфенных гнёздах верхнего станка, снизу на ней укреплён сектор подъёмного механизма. Масса откатывающихся частей со стволом — 162 кг. Максимальная длина отката — 780 мм, нормальная — от 640 до 780 мм. Качающаяся часть орудия уравновешена в цапфах, поэтому специальный уравновешивающий механизм отсутствовал.

### Лафет

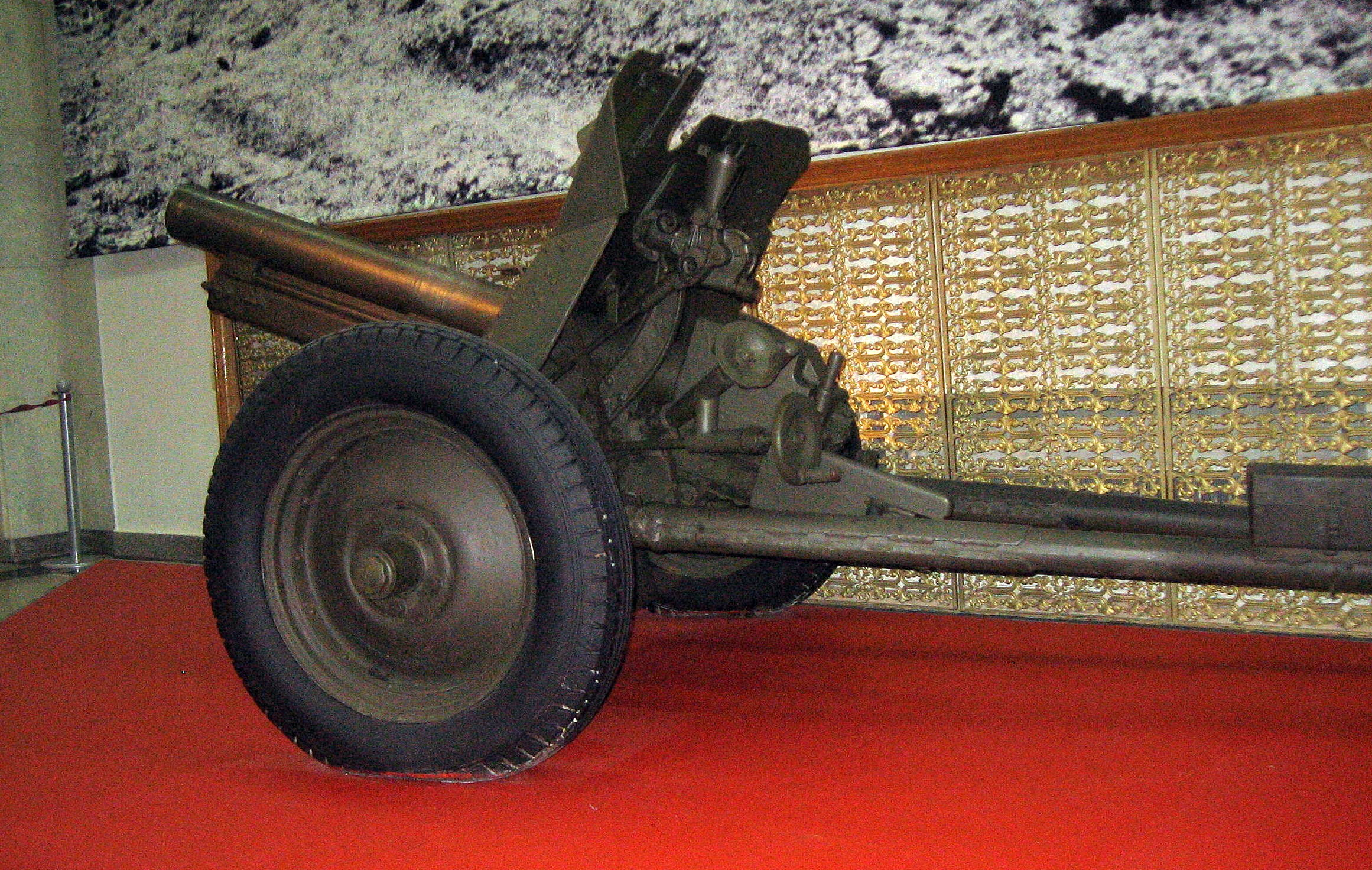
76-мм полковая пушка обр. 1943 г. Вид слева, хорошо видны прицел (без панорамы) и механизмы наведения

Орудие имеет лафет с раздвижными станинами, который образован верхним и нижним станками. Верхний станок состоит из основания и двух стенок, служит основанием для качающейся части орудия, механизмов наведения, верхнего щита и прицела. С нижним станком он соединяется штырём и захватом, благодаря этому может вращаться относительно него. В сборе с качающейся частью верхний станок формирует вращающуюся часть орудия. К нижнему станку крепятся нижний щит и боевая ось с колёсным ходом. Частью нижнего станка являются трубчатые раздвижные станины с сошниками. В разведённом состоянии они расцепляются с боевой осью, а в сведённом — плотно охватывают её и создают жёсткое и устойчивое положение лафета в походном положении. В исключительных случаях допускалась стрельба с неразведёнными станинами. Подъёмный и поворотный механизмы секторного типа. За один оборот маховика ВН ствол орудия поднимался на 1°4′, а за один поворот маховика ГН вращающаяся часть орудия поворачивалась на 1°58′. Усилие на маховиках составляло 2 кг (ВН) и 3 кг (ГН).

### Колёсный ход и подрессоривание
Колёсный ход собран на боевой оси, представляющей собой стальную изогнутую балку с пустотелыми концами, в которые вставлены стопоры подрессоривания. Боевая ось соединена с нижним станком шарнирно, что позволяет горизонтировать орудие при его расположении на неровной поверхности. Подрессоривание пружинного типа, имеет специальный механизм выключения, применяемый при переводе орудия в боевое положение. Колёса металлические, автомобильного типа с резиновой покрышкой, заполненной губчатой резиной. Колёса использовались двух типов — ЗИК-1 (со спицами) или ГАЗ-АА (дискового типа).

### Щитовое прикрытие
Щитовое прикрытие, предназначенное для защиты расчёта от пуль, мелких осколков и ударных волн от близких разрывов, состоит из верхнего и нижнего щитов. Верхний щит прикреплён к верхнему станку специальными кронштейнами, двумя стойками и двумя тягами; таким образом, он вращается как часть верхнего станка при изменении угла горизонтальной наводки. Верхний щит состоит из среднего щита и двух боковых щитов, приклёпанных к нему при помощи угольников. Правый боковой щит имеет верхний откидной лист. Средний щит, в свою очередь, состоит из лобовой части среднего щита и среднего откидного листа, соединённых друг с другом тремя петлями. В середине лобовой части среднего щита сделан вырез для ствола и люльки. Средний откидной щит имеет два окна, служащих для наблюдения через панораму прицела при наведении орудия на цель; окна закрываются заслонками.
Нижний щит состоит из нижнего откидного листа и двух боковых нижних листов, прикрывающих промежутки между колёсами и нижним станком. Откидной лист крепится к нижним листам на петлях и в походном положении поднимается. Нижние листы жёстко прикреплены к нижнему станку болтами.

### Прицел
Прицельная подсистема в основном аналогична комплекту приспособлений того же назначения у полковой пушки обр. 1927 г.; все её устройства крепятся на верхнем станке слева от ствола и соединяются с люлькой посредством системы тяг и рычагов. Прицельные приспособления состоят из панорамы, собственно прицела и коробки крепления прицела. Панорама представляет собой коленчатую оптическую трубу, состоящую из поворотной головки, неподвижного корпуса и окулярной трубки. Для установки угломера на панораме имеются кольцо угломера и барабан угломера с указателями. Панорама закрепляется на прицеле в специальной корзине. Прицел состоит из стебля, бокового и поперечного уровней и визирной трубки.

### Передок и зарядный ящик

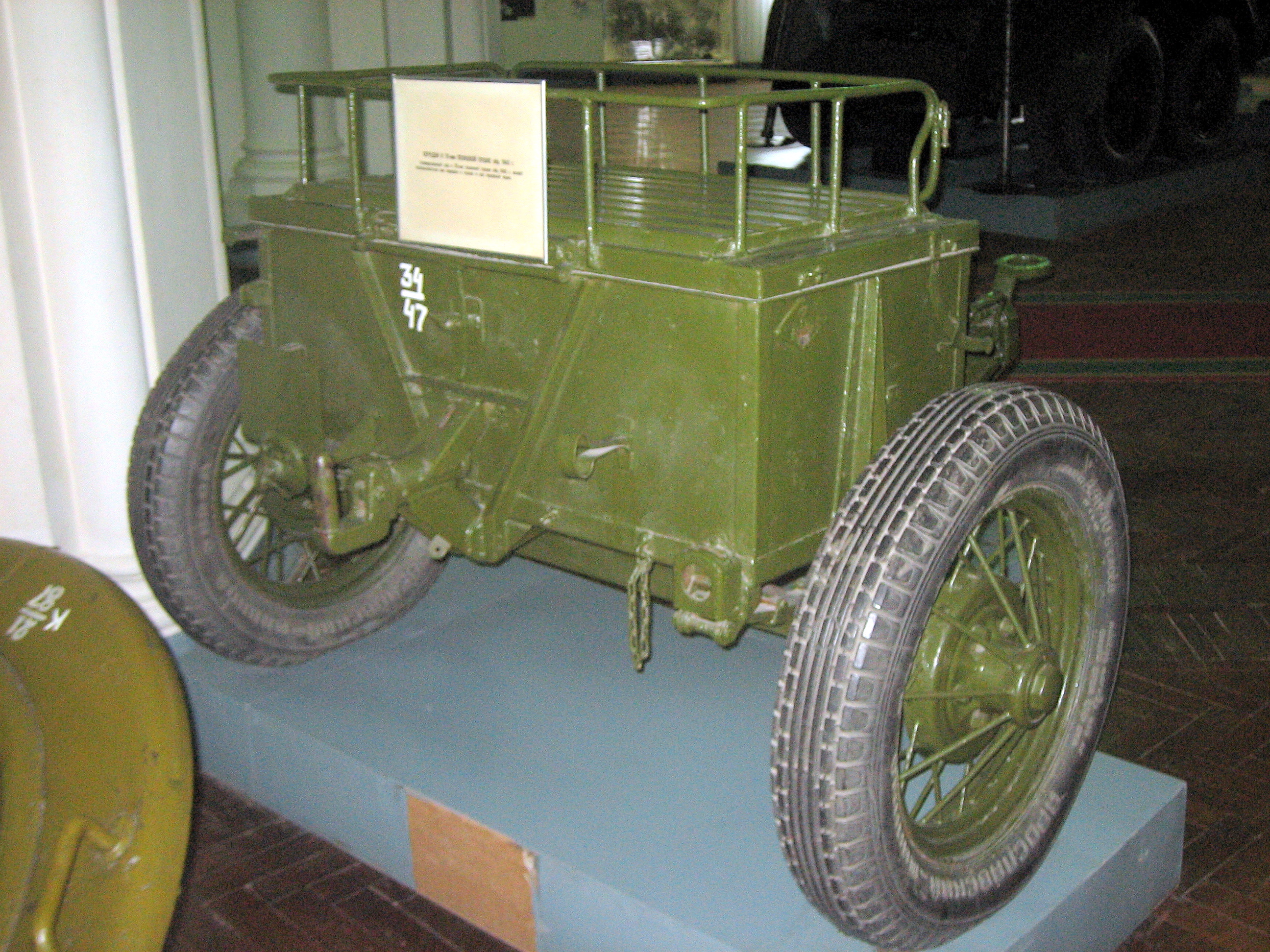
Передок 76-мм полковой пушки обр. 1943 г.

Для перевозки орудия и части боекомплекта конной тягой используется передок, взятый с небольшими изменениями от 45-мм противотанковой пушки. Передок комплектуется теми же колёсами, что и орудие, имеет подрессоривание и при необходимости может буксироваться механической тягой. В передок укладывается 8 ящиков-лотков по три патрона в каждом, соответственно в нём перевозится 24 патрона. Он также может использоваться в качестве зарядного ящика (переднего и заднего ходов), вмещающего 48 патронов. При конной тяге орудие вместе с передком имеет массу около 1300 кг и перевозится четвёркой лошадей, ещё одной четвёркой лошадей перевозится зарядный ящик.

### Перевод орудия из походного положения в боевое
При переводе орудия из походного положения в боевое было необходимо:
1. снять чехлы;
2. выключить механизм подрессоривания;
3. развести станины;
4. выключить стопор походного крепления верхнего станка на нижнем;
5. выключить стопор походного крепления подъёмного механизма;
6. поднять закрепить верхний откидной щит;
7. опустить нижний откидной щит;
8. вынуть из ящика и вставить в гнездо стебля прицела панораму, закрепив её защёлкой и прижимным винтом;
9. поставить в боевое положение стопор курка;
10. сдвинуть движок указателя отката в крайнее переднее положение.

Из походного в боевое положение орудие переводилось в течение 1 минуты.

## Модификации

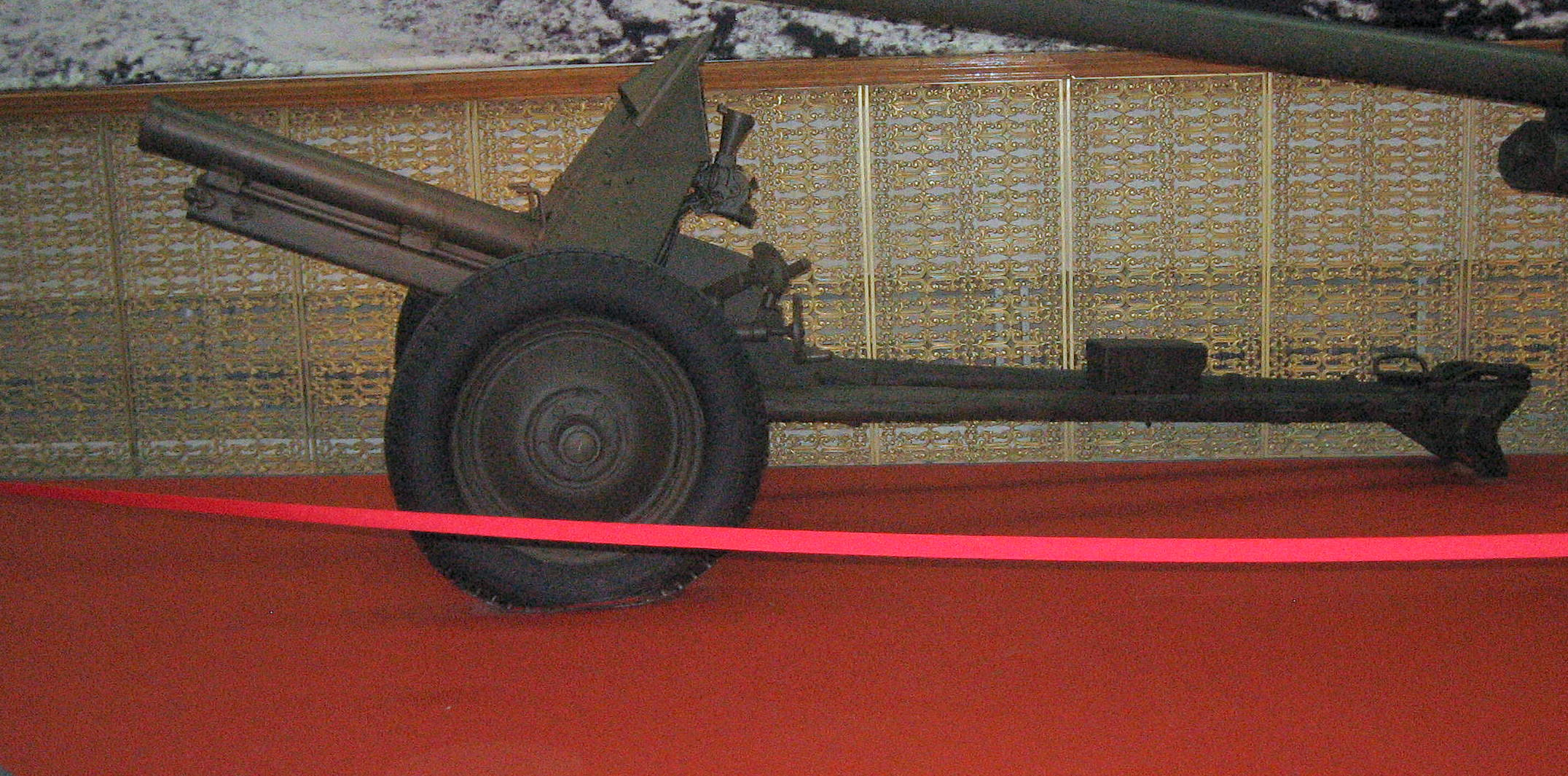
76-мм полковая пушка обр. 1943 г. Вид слева

За всё время серийного производства 76-мм полковая пушка обр. 1943 г. выпускалась в единственном варианте на полевом лафете. Но в 1944 году рассматривалась возможность создания её танкового варианта. После прекращения выпуска лёгких танков Т-70 и Т-80 в октябре 1943 года в Рабоче-Крестьянскую Красную Армию отечественные боевые машины этого класса более не поставлялись. В 1944 году по инициативе британской стороны закончились и поставки по ленд-лизу танков Mk.III «Валентайн», которые нашли признание и высоко ценились в СССР, но были сочтены окончательно устаревшими в своей стране. Тем не менее, оставшиеся лёгкие танки продолжали воевать, причём в городских боях проявили себя настолько успешно, что военным руководством вновь была поднята тема о лёгком танке, соответствующем требованиям текущего момента. Одним из вопросов, обсуждавшихся в ходе ещё предпроектных проработок, было вооружение новой машины. 45-мм пушки, даже самые совершенные и удачные как ВТ-43, не обладали значительным действием своих осколочных снарядов; их бронепробиваемость при использовании подкалиберных снарядов достигала 70—100 мм по нормали на близких дистанциях порядка 200—300 м. Поэтому 76-мм пушка обр. 1943 г., по своей отдаче очень близкая к 45-мм противотанковой пушке М-42 (и танковой пушке ВТ-43 с тем же баллистическим решением), всерьёз рассматривалась как основное вооружение будущей машины. Мощность её осколочно-фугасных гранат уравнивала лёгкий танк со средним Т-34 с 76-мм пушкой или САУ непосредственной поддержки пехоты СУ-76. Кумулятивный снаряд БП-350М позволял поражать средние танки противника во все проекции, а тяжёлые — в бортовую без использования остродефицитного вольфрама. Принципиальных трудностей на этом пути не было, но проблема возникла в несколько иной плоскости. Советские военные никак не могли определиться, что же требуется от нового лёгкого танка — наличие амфибийных свойств или его дальнейшее развитие для чисто сухопутных целей с бронированием толщиной 30—45 мм. Поэтому в 1944 году далее предварительных эскизов развитие не продвинулось, хотя одна из таких разработок имела в качестве вооружения 76-мм полковую пушку обр. 1943 г. Но до изготовления даже опытного образца дело так и не дошло.

## Боеприпасы и баллистика

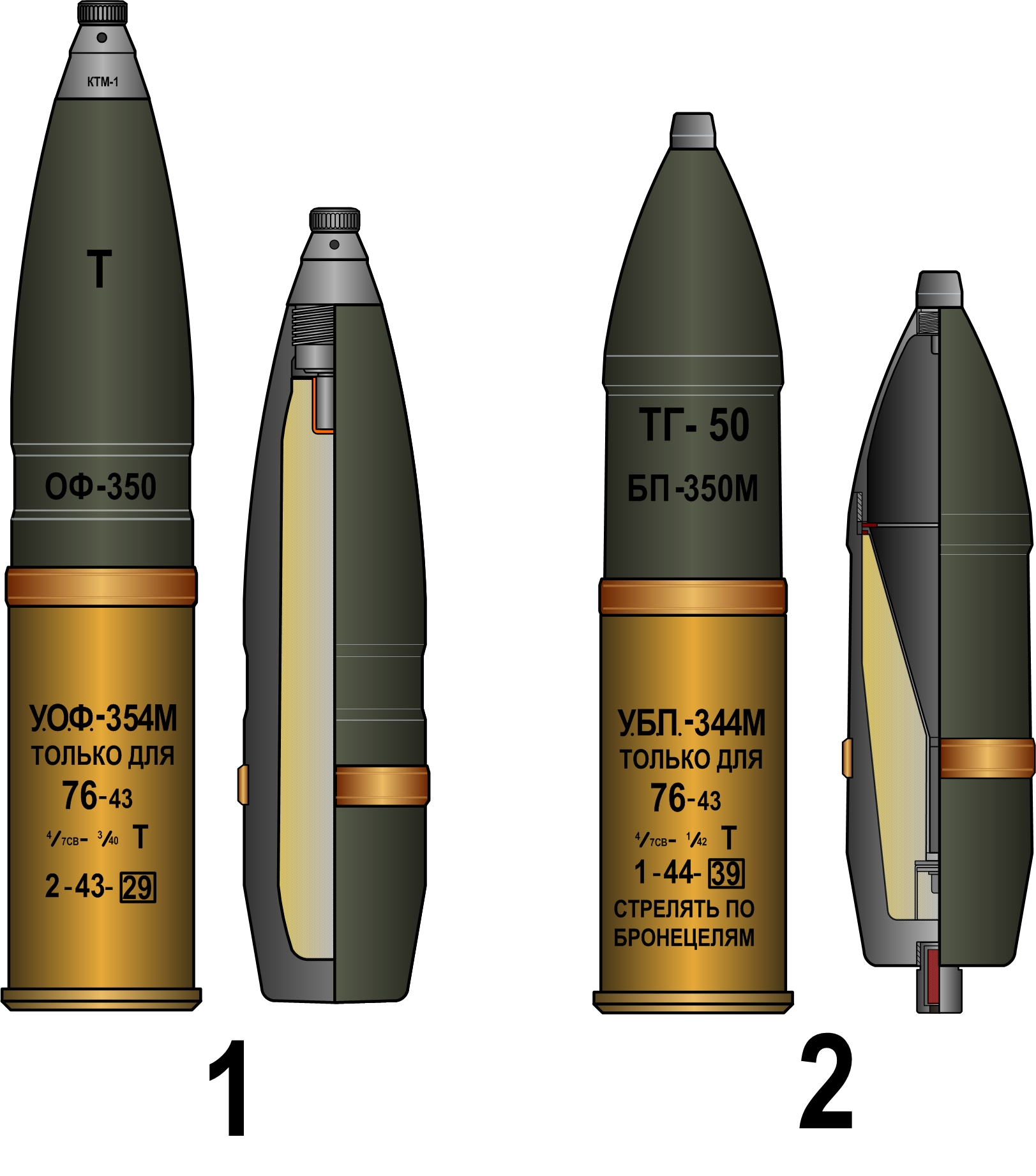
Боеприпасы к 76-мм полковой пушке образца 1943 года.
1. Осколочно-фугасный снаряд
2. Кумулятивный снаряд

Выстрелы орудия комплектовались в виде унитарного патрона. Выстрелы ОБ-25 не были взаимозаменяемы с выстрелами каких-либо других советских 76-мм орудий: пушка имела собственную, специально разработанную для неё баллистику. При этом для комплектования выстрелов использовались существующие штатные снаряды от 76-мм пушек, а гильза была получена путём укорачивания гильзы от 76-мм горных пушек обр. 1904 и 1909 гг.: со 191 мм до 167 мм. Такое решение позволило быстро насытить новые полковые пушки необходимым боекомплектом, причём гильзы для комплектации шли как новые, так и полученные путём обрезки имевшихся в запасе гильз горных пушек.
В латунной гильзе патрона массой 0,89 кг последовательно от днища к дульцу размещены картонный кружок над капсюльной втулкой, метательный заряд, картонный кружок и цилиндрик с обтюратором. Воспламенение заряда обеспечивается капсюльной втулкой. Выстрелы хранились в деревянных ящиках по 5 патронов.
По сравнению с 76-мм полковой пушкой обр. 1927 г. ассортимент боеприпасов ОБ-25 был небогат и включал в себя лишь 4 типа снарядов. Для стрельбы по живой силе, огневым средствам и укреплениям противника использовались осколочно-фугасные снаряды ОФ-350 и осколочные снаряды О-350А. Снаряд ОФ-350 при установке взрывателя на осколочное действие при разрыве создавал 600—800 убойных осколков (весом свыше 1 г), создающих площадь сплошного поражения размером 8×5 м (поражается 90 % целей) и действительного поражения — размером 30×15 м (поражается 50 % целей). При установке взрывателя на замедленное действие создавалась воронка глубиной 30—50 см и диаметром 70—100 см. Снаряды комплектовались взрывателями КТМ-1 или КТМЗ-1 (последний имел замедлитель и с неснятым колпачком мог использоваться для стрельбы на рикошетах при углах встречи не более 22°). В выстрелах со снарядами ОФ-350 и О-350А использовался заряд Ж-344 с порохом марки 4/1 массой 0,15 кг, давление в канале ствола 1100 кг/см². По кучности стрельбы ОБ-25 уступала пушке обр. 1927 г. — при стрельбе снарядом ОФ-350 на дистанцию 1000 м срединное боковое отклонение составляло 0,7 м (у ОБ-25) против 0,4 м (у пушки обр. 1927 г.).
Кумулятивные (в терминологии военного периода — бронепрожигающие) снаряды имелись двух типов — стальной БП-350М (бронепробиваемость до 100 мм) и сталистого чугуна БП-353А (бронепробиваемость около 70 мм). Оба снаряда комплектовались взрывателем БМ мгновенного действия. В выстрелах со снарядом БП-350М использовался заряд Ж-344 (давление в канале ствола 800 кгс/см²), в выстрелах со снарядом БП-353А — собственный заряд из пороха 4/1 массой 0,12 кг (давление в канале ствола 780 кгс/см²). Кумулятивные снаряды предназначались для стрельбы исключительно по бронетехнике, рекомендуемая дальность стрельбы — до 500 м. Стрельба кумулятивными снарядами на дистанции свыше 1000 м воспрещалась вследствие её малоэффективности по причине большого рассеивания снарядов. Невысокая настильность огня (то есть малая дальность прямого выстрела, когда можно пренебречь кривизной траектории при прицеливании), а также значительное время полёта, порядка 2—4 секунд, дополнительно затрудняли ведение точного огня по удалённым свыше 500 метров целям, в особенности подвижным.
| Номенклатура боеприпасов                          |                 |                |                  |                   |             |                         |                        |          |
| Тип                                               | Индекс выстрела | Индекс снаряда | Типы взрывателей | Масса снаряда, кг | Масса ВВ, г | Начальная скорость, м/с | Дальность табличная, м | ДПВ-2, м |
| Осколочно-фугасные и осколочные снаряды           |                 |                |                  |                   |             |                         |                        |          |
| Осколочно-фугасная дальнобойная стальная граната  | УОФ-344         | ОФ-350         | КТМ-1, КТМЗ-1    | 6,2               | 710         | 262                     | 4200                   | 350      |
| Осколочная дальнобойная граната сталистого чугуна | УО-344А         | О-350А         | КТМ-1, КТМЗ-1    | 6,21              | 540         | 262                     | 4200                   | 350      |
| Кумулятивные снаряды                              |                 |                |                  |                   |             |                         |                        |          |
| Кумулятивный стальной                             | УБП-344М        | БП-350М        | БМ               | 3,94              | 490         | 311                     | 1000                   | 400      |
| Кумулятивный сталистого чугуна                    | УБП-344А        | БП-353А        | БМ               | 5,28              | 623         | 238                     | 1000                   | 300      |

## Оценка проекта
В современных военно-исторических публикациях встречаются различные оценки орудия, как критические, так и положительные. Критические публикации обращают внимание на слабую баллистику орудия и небольшой угол ВН, следствием которых являлась относительно небольшая дальность стрельбы и невозможность ведения огня по навесным траекториям, а также малая эффективность стрельбы "по движущимся танкам, бронемашинам и самоходным орудиям" из-за "большого рассеивания снарядов". Кроме того отмечалось, что на уничтожение узких целей ("открытых огневых точек, орудий прямой наводки и на разрушение траншей, легких укрытий") требуется "значительно больший расход снарядов, чем у 76-мм пушек обр. 1927г. или 1942г. (ЗИС-3)". Использование морально устаревшего поршневого затвора существенно снижало скорострельность орудия. Отмечается, что указанные недостатки связаны с тем, что конструкция пушки являлась своего рода импровизацией — орудие было создано в короткие сроки с максимально широким использованием уже отработанных в серийном производстве элементов. Также ОБ-25 не вполне удовлетворяла военное руководство, что выразилось в продолжении работ по новым полковым орудиям и быстром сворачивании серийного производства ОБ-25 после завершения войны. В то же время, в качестве положительных качеств пушки отмечались её небольшие габариты и масса, хорошая подвижность.
По сравнению со своей предшественницей, 76-мм полковой пушкой обр. 1927 г., ОБ-25 существенно выигрывает в подвижности (меньшая масса орудия и бо́льшая скорость возки) и угле ГН (что даёт лучшие возможности по манёвру огнём), но уступает в максимальной дальности и кучности стрельбы. Отмечается, что большая дальность стрельбы для полкового орудия, предназначенного преимущественно для ведения огня по целям, находящимся в зоне прямой видимости расчёта, не является значительным преимуществом.

### Зарубежные аналоги
Зарубежные аналоги 76-мм полковой пушки обр. 1943 г. представлены немецкими, японскими и бельгийскими орудиями. Хотя артиллерия калибра 75—76 мм активно использовалась также армиями других стран (в частности, США и Италии), но по баллистическим качествам и месте в организационно-штатной структуре она не являлась полным аналогом лёгких советских, немецких, бельгийских и японских артиллерийских систем, предназначенных для непосредственной поддержки пехоты огнём и колёсами на полковом или батальонном уровне армейской иерархии. Основные характеристики пушки обр. 1943 г., её предшественника пушки обр. 1927 г., немецких пехотных орудий le.IG.18, IG.37 и IG.42, а также японской 70-мм батальонной гаубицы «Тип 92» и бельгийской полковой мортиры Canon de 76 FRC приведены в следующей таблице:
| Характеристика                        | обр. 1943 г.                              | обр. 1927 г.                              | le.IG.18            | IG.37               | IG.42               | Тип 92              | Canon de 76 FRC  |
| ------------------------------------- | ----------------------------------------- | ----------------------------------------- | ------------------- | ------------------- | ------------------- | ------------------- | ---------------- |
| Страна                                | Союз Советских Социалистических Республик | Союз Советских Социалистических Республик | Нацистская Германия | Нацистская Германия | Нацистская Германия | Япония              | Бельгия          |
| Назначение и тип                      | полковая пушка                            | полковая пушка                            | пехотное орудие     | пехотное орудие     | пехотное орудие     | батальонная гаубица | полковая мортира |
| Калибр, мм/длина ствола, клб          | 76,2/19,4                                 | 76,2/16,5                                 | 75/11,8             | 75/21               | 75/21               | 70/10,3             | 76/7,8           |
| Масса в боевом положении, кг          | 600                                       | 740—920                                   | 400                 | 530                 | 595                 | 212                 | 243              |
| Максимальная дальность огня, м        | 4200                                      | 7200                                      | 3550                | 4800                | 5150                | 2788                | 2200             |
| Максимальный угол ВН, град            | 25                                        | 24,5                                      | 75                  | 24                  | 32                  | 75                  | 80               |
| Максимальный угол ГН, град            | 60                                        | 4,5                                       | 11                  | 60                  | 78                  | 45                  | 40               |
| Масса осколочно-фугасного снаряда, кг | 6,2                                       | 6,2                                       | 6,0                 | 6,0                 | 6,0                 | 3,76                | 4,64             |

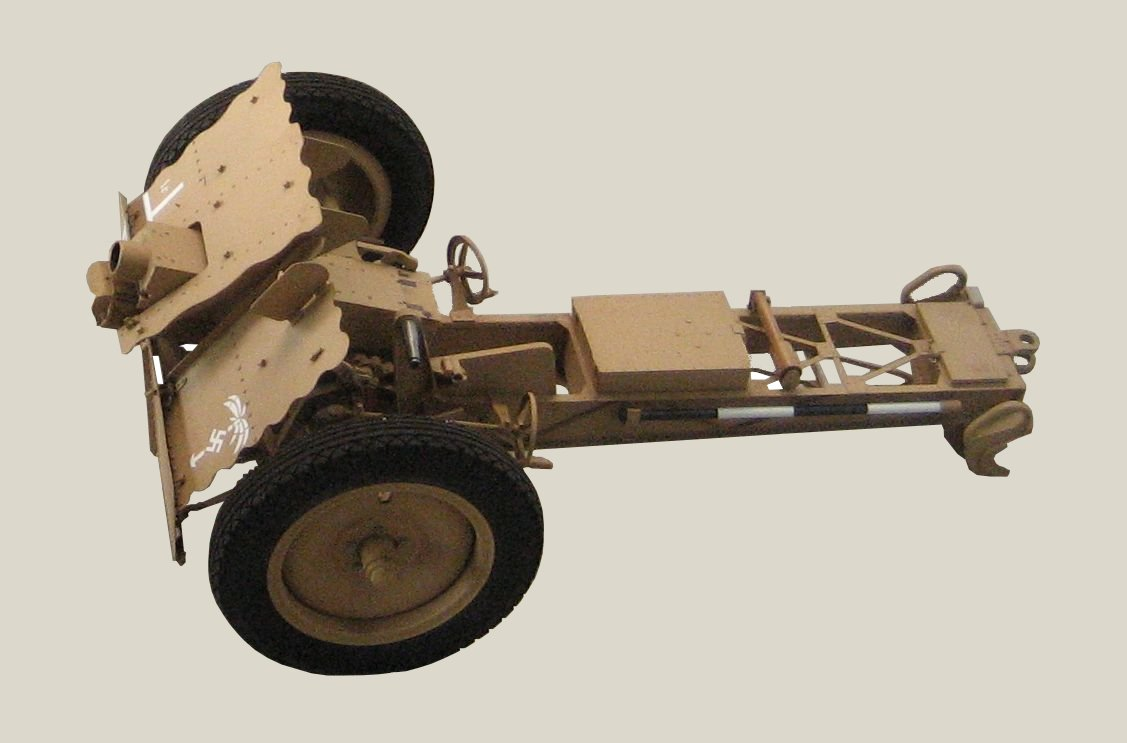
75-мм лёгкое пехотное орудие le.IG.18

Представленные в таблице орудия можно условно разделить на две группы — созданные до Второй мировой войны и по её ходу. К первым относятся советская 76-мм полковая пушка обр. 1927 г., немецкое 75-мм лёгкое пехотное орудие le.IG.18, 70-мм японская гаубица «Тип 92» и 76-мм бельгийская мортира Canon de 76 FRC. У всех них предусматривались так или иначе возможности ведения навесного огня (у 76-мм пушки обр. 1927 г. неявно, путём отрытия ровика под брусом лафета при необходимости, для чего в таблицах стрельбы указывались данные об углах бросания до 40°). Наиболее распространённое в вермахте 75-мм лёгкое пехотное орудие le.IG.18 по сравнению с пушкой обр. 1943 г. отличалось на треть меньшей массой, наличием раздельно-гильзового заряжания с переменным зарядом и намного большим углом ВН. Соответственно, немецкое орудие имело лучшую подвижность на поле боя, а также, в отличие от советского, могло вести огонь по навесным и даже мортирным траекториям, эффективно поражая цели, укрытые в складках местности. Преимуществом советского орудия являлись намного больший угол ГН и на 0,65 км большая максимальная дальность стрельбы. Японская 70-мм гаубица «Тип 92» и бельгийская 76-мм мортира Canon de 76 FRC являются очень лёгкими орудиями — их масса менее 250 кг. При этом они имеют большие углы ВН и, соответственно, намного большую по сравнению с советским орудием гибкость траекторий. Однако платой за столь выдающиеся массогабаритные характеристики стала очень слабая баллистика — максимальная дальность стрельбы менее 3 км, к тому же значительно более лёгким по сравнению с боеприпасами ОБ-25 снарядом.
К созданным во время войны образцам относятся как сама пушка обр. 1943 г., так и немецкие пехотные (прилагательное «лёгкий» было убрано из их официального наименования) орудия IG.37 и IG.42. В их техническом устройстве и характеристиках прослеживается явная конвергенция — использование лафетов уже существующих лёгких противотанковых пушек, отказ от возможностей навесного огня или сильное их ограничение, широкий сектор угла ГН, наличие кумулятивного боеприпаса. Во многом это было продиктовано опытом боёв, когда полковым или пехотным орудиям приходилось противодействовать бронетехнике противника. 75-мм пехотное орудие IG.37 являлось в значительной степени конструктивным аналогом ОБ-25 — эта немецкая артсистема была создана путём наложения нового ствола на лафеты трофейных советских 45-мм пушек (или 37-мм, в источниках информации существуют разночтения); даже созданы эти орудия были одновременно — в 1943 году. Отличием немецкого орудия являлись на 0,6 км большая дальность стрельбы за счёт более длинного ствола, наличие полуавтоматического клинового затвора, раздельно-гильзовое заряжание, меньшая на 70 кг масса и наличие дульного тормоза. Ещё более высокими по сравнению с советским орудием были характеристики запущенного в серийное производство в 1944 году 75-мм лёгкого пехотного орудия IG.42 — при одинаковой массе, оно превосходило ОБ-25 в углах ВН и ГН, практически на километр — в максимальной дальности стрельбы. Как и IG.37, лёгкое пехотное орудие IG.42 имело вертикальный клиновой затвор и раздельно-гильзовое заряжание с переменным зарядом, что улучшало возможности орудия по поражению укрытых целей. В то же время, запустить IG.42 в крупносерийное производство не удалось, до момента капитуляции Германии было выпущено лишь 527 орудий этого типа.

## Сохранившиеся экземпляры

76-мм полковая пушка обр. 1943 г. в компьютерной игре «Искусство войны. Корея»

76-мм полковую пушку обр. 1943 г. можно увидеть в Музее артиллерии и инженерных войск в Санкт-Петербурге, Центральном музее Великой Отечественной войны в Москве, музее техники в посёлке Архангельское Красногорского района Московской области, в Музее отечественной военной истории в деревне Падиково Истринского района Московской области, в Познаньской цитадели, Польша, в Военно-техническом музее (Лешаны), Чехия.

## ОБ-25 в сувенирной и игровой индустрии
Сборные пластиковые модели-копии 76-мм полковой пушки обр. 1943 г. выпускаются украинскими фирмами ACE и UM military technics в масштабе 1:72. В масштабе 1:35 модель орудия выпускалась российской фирмой Alanger. Новая модель в масштабе 1:35 была выпущена в 2019 году российской фирмой  MSD. 76-мм полковую пушку обр. 1943 г. можно увидеть в компьютерной игре — варгейме «Искусство войны. Корея».